# Idila
Idila je literarni ali slikarski žanr, ki prikazuje mirno in zadovoljno življenje, navadno povezano z naravo ali stanjem v naravi, ki izraža mir in ubranost. Beseda izvira iz stare grščine εἰδύλλια (eidúllia) in pomeni 'kratka pesem'. Pogosto se pojavlja v opoziciji z vojno in mestom, v 19. stoletjem pa se idila pojavi tudi v mestu. Predstavljala je nasprotje plemstvu in pomenila vrnitev k avtentičnemu, ne le k naravi.

## Idila v poeziji
Idila je kot posebna literarna zvrst določena predvsem vsebinsko, tj. po motivih in temah. Njeno območje so prizori, podobe in ideje miroljubnega, naivno srečnega življenja na podeželju, med pastirji, kmeti in vaščani, včasih tudi z »malimi ljudmi« večjih mest. Formalno so idile zelo raznovrstne. Po zunanjeritmični obliki so lahko verzne ali prozne. Po notranji zgradbi nihajo med liriko in epiko, včasih se približajo dramatiki, vendar bolj v zunanji obliki dialoga kot v dejanski sestavi. Po kraju dogajanja se lahko imenuje pastirska (pastoralna, bukolična), ribiška, lovska in vaška. Podobno je tudi poimenovaje idil v prozni obliki.
Začetnik idile je bil starogrški pesnik Teokrit. Glavna tema njegove poezije je podeželsko življenje sicilskih pastirjev, ljudi tesno povezanih z okoljem in naravo, ki so jo razumsko in čustveno dojemali skozi vse leto. Teokritova bukolska poezija je močno vplivala zlasti na italijansko, nemško in francosko književnost v t. i. pastoralni poeziji, kar je le druga označitev za Teokritovo bukoliko. Njegovo poezijo so kasneje posnemali pesniki Katul, Vergil, William Wordsworth, lord Alfred Tennyson, Giacomo Leopardi, Johann Wolfgang von Goethe in drugi.

## Idila v pripovedništvu
Idilična povest v slovenskem okolju je bila do druge svetovne vojne redka. Prvo daljše delo, naslovljeno kot idila, je Marjetica Antona Kodra. V slovenski pripovedni tradiciji se idila največkrat povezuje s folkloro. Govorimo o t. i. folklorni idili (Jakob Bedenek, Sonce in senca, Fran Jaklič, Nevesta s Korinja). Življenje, predstavljeno v idili, je umaknjeno na podeželje, je skromno, mirno, harmonično, naravno. Naloga idile je pomirjevalno vplivati na bralca ali gledalca ter  pomirjati in zanikati družbene in osebne konflikte.
Idilična besedila v tuji literaturi:
- lord Alfred Tennyson (Idylls of the King, 1856-1885)
- William Wordsworth (The Solitary Reaper, 1807)
- Johann Wolfgang von Goethe (Hermann und Dorothea, 1796-1797)
- John Greenleaf Whittier (Snow-Bound: A Winter Idyl, 1866)

## Idila v slikarstvu
Izraz idila se uporablja tudi v slikarstvu. Tema teh slik je preprosto življenje ljudi v neciviliziranih pogojih. Običajno se v slikah pojavljajo trije elementi: človek, živali in okolje, ki so združeni v harmonično celoto. Narava v tej kombinaciji je predstavljena na nezahteven, realističen način. Slikarstvo idil se je razvilo v 18. stoletju, njen najvidnejši predstavnik pa je francoski slikar William Adolphe Bouguereau.
- Benjamin Ivančič (Svet ob Muri, 1996)
- France Gorše (Pastirska idila, 1999)
- Mirko Kambič (Blejska idila, 1995)

## Idila v glasbi
- Adolf Grӧbming (Zimska idila, 2005)
- Anton Jobst (Vaška idila, 2005)
- Emil Adamič (Idila, 2005)
- Frane Milčinski (Balada o koščku kruha, 1998; Sreča stanuje v sedmem nadstropju, 1999)
- Krek Gojmir (Idila, 2004)
- Richard Wagner (Preludiji in uverture k operam, 2006)